# Выборы глав субъектов Российской Федерации в 2000 году
В 2000 году в России проходило значительное число выборов глав регионов.
| Дата выборов | Вид выборов                                                                      | Результаты выборов (избранное должностное лицо, повторное голосование, недействительность выборов) | Итоги голосования (в процентах) | Примечания |
| ------------ | -------------------------------------------------------------------------------- | -------------------------------------------------------------------------------------------------- | --- | --- |
| 9 января     | Выборы губернатора и вице-губернатора Московской области (повторное голосование) | | Борис Громов — 48,09 % Геннадий Селезнёв — 46,39 % | В паре с Громовым был избран вице-губернатор Михаил Мень |
| 9 января     | Выборы губернатора Новосибирской области (повторное голосование)                 | | активность — 51 % Виктор Толоконский, мэр Новосибирска — 44,32 % Иван Стариков, заместитель министра экономики — 42,17 % против всех — 12,39 % | |
| 9 января     | Выборы губернатора Тверской области (повторное голосование)                      | | активность — 53,11 % Владимир Платов — 46,55 % Владимир Баюнов — 46,02 % против всех — 6,56 % | |
| 26 марта     | Выборы губернатора Алтайского края                                               | | активность — 71,23 % Александр Суриков, действующий губернатор — 77,22 % Владимир Райфикешт, экс-губернатор — 10,91 % Сергей Санников, председатель Комитета по жилищно-коммунальному хозяйству администрации края — 4,14 % против всех — 5,95 % | |
| 26 марта     | Выборы губернатора Кировской области                                             | | активность — 72,29 % Владимир Сергеенков, действующий губернатор — 58,03 % Андрей Алпатов, докторант высшей школы приватизации и предпринимательства — 15,03 % Валентин Перваков, председатель Комитета по управлению имуществом Кировской области — 11,42 % Сергей Шаренков, генеральный директор Волго-Вятского регионального благотворительного фонда социального спасения «Отечество» — 4,39 % Иван Козунин — 2,15 % против всех — 7,89 % | |
| 26 марта     | Выборы губернатора Мурманской области                                            | | активность — 69,11 % Юрий Евдокимов, действующий губернатор — 86,71 % Евгений Комаров, экс-губернатор — 3,37 % Сергей Исаков, предприниматель — 2,29 % Виктор Игнатенко, пенсионер — 1,22 % Евгений Кениг — 0,88 % против всех — 4,77 % | |
| 26 марта     | Выборы губернатора Саратовской области                                           | | активность — 74,99 % Дмитрий Аяцков, действующий губернатор — 67,26 % Игорь Караулов, президент компании «Девон» — 9,62 % Спартак Тонаканян, генеральный директор ЗАО Строительный дом «Саратов» — 1,03 % против всех — 20,32 % | |
| 26 марта     | Выборы губернатора Еврейской автономной области                                  | | активность — 68,83 % Николай Волков, действующий губернатор — 56,76 % Борис Корсунский, бывший первый секретарь обкома — 25,71 % Геннадий Сироткин, глава администрации Октябрьского района — 4,27 % против всех — 11,15 % | |
| 26 марта     | Выборы губернатора Ханты-Мансийского автономного округа                          | | активность — 67,96 % Александр Филипенко, действующий губернатор — 90,82 % Валерий Абрамов, временно не работающий — 1,04 % Сергей Кравец, начальник рядового отдела подразделения ЮКОСа — 0,49 % Евгений Остапенко, временно не работающий — 0,37 % против всех — 5,94 % | |
| 26 марта     | Выборы губернатора Ямало-Ненецкого автономного округа                            | | активность — 68,66 % Юрий Неёлов, действующий губернатор — 88,10 % Геннадий Татарчук, руководитель департамента Федеральной государственной службы занятости населения по Ямало-Ненецкому автономному округу — 1,91 % Геннадий Тодырко, директор регионального государственного предприятия «Тюменьаэроконтроль» — 1,51 % против всех — 7,72 % | |
| 14 мая       | Выборы губернатора Санкт-Петербурга                                              | | активность — 47,74 % Владимир Яковлев, действующий губернатор — 72,69 % Игорь Артемьев, лидер петербургского «Яблока» — 14,68 % Юрий Болдырев, заместитель председателя Счётной палаты — 3,79 % Артём Тарасов, предприниматель — 3,59 % Сергей Андреев, депутат ЗС — 0,48 % Андрей Корчагин, депутат ЗС — 0,27 % Ольга Лисичкина, главный специалист по делам семьи, детства и молодёжи территориального управления Центрального административного района Санкт-Петербурга — 0,26 % Сергей Клыков, педагог — 0,22 % против всех — 3,72 % | |
| 2 июля       | Выборы губернатора Самарской области                                             | | активность — 67,96 % Константин Титов, действующий губернатор — 53,25 % Виктор Тархов, президент Самарского областного общественного фонда «Развитие» — 29,23 % Геннадий Звягин, генеральный директор ООО «Самаратрансгаз» — 9,08 % Сергей Никитин, генеральный директор ООО «Средневолжская газовая компания» — 1,96 % Юрий Едриков, заместитель директора ООО «Родник-М минеральная» — 0,40 % против всех — 4,46 % | |
| 15 октября   | Выборы президента Удмуртской Республики                                          | | активность — 50,23 % Александр Волков, председатель Госсовета — 37,84 % Павел Вершинин, заместитель Председателя Госсовета и бывший премьер — 29,93 % Николай Ганза, премьер-министр республики — 12,28 % Андрей Солуянов, бывший депутат Госдумы — 12,17 % Владимир Забильский, ведущий научный сотрудник физико-технического института Уральского отделения РАН — 0,77 % Сергей Шуклин, начальник Агентства Урало-Сибирского межрегионального территориального органа ФСФО по Удмуртии — 0,71 % Михаил Кокорин, депутат Госсовета Удмуртии — 0,56 % Сергей Тимофеев, ведущий инженер ОАО "Ижевский мотозавод «Аксион-Холдинг» — 0,17 % против всех — 9,48 % | |
| 22 октября   | Выборы губернатора Курской области                                               | Повторное голосование Александр Михайлов — Виктор Суржиков                                         | активность — 51,79 % Александр Михайлов, депутат Госдумы, первый секретарь обкома КПРФ — 39,52 % Виктор Суржиков, федеральный инспектор по области, генерал ФСБ — 21,58 % Сергей Мальцев, мэр Курска — 8,42 % Владимир Стекачёв, председатель совета директоров АО ГК «Агрохолдинг» — 7,28 % Николай Грешилов, областной депутат, генеральный директор корпорации «ГриНН» — 6,16 % Вячеслав Клыков, президент фонда «Славянской письменности и культуры» — 1,64 % Владимир Безымянный, писатель — 0,54 % против всех — 12,26 % | Действующий губернатор Александр Руцкой не был допущен к участию в выборах |
| 22 октября   | Выборы губернатора Сахалинской области                                           | | активность — 39,83 % Игорь Фархутдинов, действующий губернатор — 56,29 % Фёдор Сидоренко, мэр Южно-Сахалинска — 21,36 % Анатолий Чёрный, начальник сектора сертификации продукции по проектам освоения шельфа Сахалина Сахалинского центра стандартизации, метрологии и сертификации — 8,36 % Нина Филиппова, генеральный директор ТОО фирмы «Сахалин-Саппоро» — 4,33 % Владислав Рукавец, заместитель председателя Сахалинской областной Думы — 1,22 % против всех — 6,93 % | |
| 29 октября   | Выборы губернатора Читинской области                                             | | активность — 50,29 % Равиль Гениатулин, действующий губернатор — 57,02 % Виктор Войтенко, депутат Госдумы — 16,25 % Николай Гончаров, заместитель главы города Норильска — 15,55 % Виктор Курочкин, депутат Госдумы — 3,41 % против всех — 5,59 % | |
| 29 октября   | Выборы губернатора Агинского Бурятского автономного округа                       | | активность — 65,12 % Баир Жамсуев, действующий губернатор — 89,34 % Бабу-Доржи Базаров, директор Челутайской средней школы Агинского района — 2,67 % Юрий Цымженов, учитель Цокто-Хангильского филиала Агинского дома детского творчества — 1,90 % против всех — 4,03 % | |
| 5 ноября     | Выборы губернатора Калининградской области                                       | Повторное голосование Леонид Горбенко — Владимир Егоров                                            | активность — 49,14 % Владимир Егоров, командующий Балтийским флотом — 37,56 % Леонид Горбенко, действующий губернатор — 21,54 % Владимир Никитин, депутат Госдумы (КПРФ) — 15,81 % Юрий Синельник, председатель комитета РФ по рыболовству — 12,78 % Любовь Скуратова, президент компании «Люрс» — 1,05 % Виктор Васильев, руководитель Управления Министерства РФ по налогам и сборам по Калининградской области — 0,57 % Валерий Селезнёв, помощник депутата Госдумы (ЛДПР) — 0,45 % Николай Степанов, руководитель общественной организации «Народный контроль» — 0,36 % Виктор Сыроватко, председатель Калининградского отделения Всероссийского общественно-политического движения «Союз налогоплательщиков России» — 0,33 % Дмитрий Бердников, председатель Всероссийского общественного движения «Против преступности и беззакония» — 0,19 % Леонид Жестков, пенсионер — 0,18 % Вячеслав Пилецкий, финансовый директор благотворительного фонда «Возрождение» — 0,14 % против всех — 7,21 % | |
| 5 ноября     | Выборы губернатора Курской области (повторное голосование)                       | | активность — 47,30 % Александр Михайлов — 55,54 % Виктор Суржиков — 37,93 % против всех — 5,43 % | |
| 5 ноября     | Выборы губернатора Магаданской области                                           | | активность — 42,30 % Валентин Цветков, действующий губернатор — 62,76 % Владимир Буткеев, депутат Госдумы — 14,13 % Владимир Марков, исполнительный директор Золотопромышленной корпорации — 8,69 % Геннадий Дорофеев, генеральный директор ООО «Фирс» — 2,23 % Рафаэль Усманов, правозащитник — 0,75 % Николай Дмитриев, генеральный директор ЗАО Северовосточная компания «Гермеснефть» — 0,61 % Константин Поторока, председатель Магаданской городской общественной организации «Служба спасения» — 0,52 % Юрий Акопов, глава посёлка Синегорье — 0,44 % против всех — 8,89 % | |
| 12 ноября    | Выборы губернатора Калужской области                                             | | активность — 39,08 % Анатолий Артамонов, вице-губернатор — 56,72 % Алексей Демичев, председатель Калужского банка Сбербанка и бывший депутат Совета Федерации — 15,85 % Валерий Артёмов, председатель городской Думы Калуги — 7,88 % Валерий Баранович, временно не работающий — 4,96 % Геннадий Пушкин, заместитель директора ООО «Стройдорресурс» — 1,37 % против всех — 10,03 % | |
| 12 ноября    | Выборы губернатора Псковской области                                             | | активность — 54,12 % Евгений Михайлов, действующий губернатор — 28,01 % Виктор Бибиков, директор АО «Андромеда» — 15,12 % Михаил Кузнецов, депутат Госдумы — 15,04 % Владимир Никитин, депутат Госдумы — 14,53 % Михаил Брячак, председатель Совета директоров группы компаний «Ростэк- Терминал» — 6,40 % Владимир Сидоренко, генеральный директор агрофирмы «Черская» — 5,16 % Михаил Митропольский, директор Великолукского завода «Транснефтемаш» — 3,95 % Владимир Фёдоров, начальник Агентства по Псковской области Северо-Западного межрегионального территориального органа ФСФО — 2,72 % Людмила Орлова, машинист насосных установок котельной МУМР № 15 — 0,86 % Юрий Беляев, заместитель директора информационного агентства «Экспресс-хроника» — 0,54 % Владимир Астанин, заместитель руководителя центрального аппарата Общероссийской политической общественной организации «Российская партия будущего» — 0,24 % Сергей Корсаков, президент Псковского регионального общественного фонда защиты прав избирателей «Колокол» — 0,19 % Игорь Терновых, помощник депутата Госдумы — 0,07 % против всех — 6,20 %                                                                       | |
| 19 ноября    | Выборы губернатора Усть-Ордынского Бурятского автономного округа                 | | активность — 54,04 % Валерий Малеев, действующий губернатор — 53,67 % Кузьма Алдаров, заместитель губернатора — 32,00 % Роман Дульбеев, врач Аларской центральной больницы — 2,90 % Игорь Шпаков, генеральный директор ООО «АСФ» — 2,24 % против всех — 5,27 % | |
| 19 ноября    | Выборы губернатора Калининградской области (повторное голосование)               | | активность — 47,02 % Владимир Егоров — 56,47 % Леонид Горбенко — 33,71 % против всех — 8,47 % | |
| 26 ноября    | Выборы губернатора Курганской области                                            | Повторное голосование Николай Багрецов — Олег Богомолов                                            | активность — 47,100 % Олег Богомолов, действующий губернатор — 43,23 % Николай Багрецов, генеральный директор АО «Кургандрожжи» — 22,05 % Лев Ефремов, председатель Курганской областной Думы — 16,64 % Анатолий Колташов, Генеральный директор ЗАО «Иволга-ЛТД» — 5,49 % Александр Антошкин, депутат областной Думы — 1,65 % против всех — 8,45 % | |
| 3 декабря    | Выборы Президента Республики Марий Эл                                            | Повторное голосование Вячеслав Кислицын — Леонид Маркелов                                          | активность — 58,97 % Леонид Маркелов, лидер региональной организации ЛДПР — 29,21 % Вячеслав Кислицын, действующий Президент — 25,19 % Иван Тетерин, начальник Северо-Кавказского регионального центра МЧС России — 18,82 % Анатолий Иванов, министр внутренних дел РМЭ — 9,43 % Вениамин Козлов, глава администрации Йошкар-Олы — 4,15 % Даиль Шагиахметов, глава администрации Медведевского района — 4,14 % Владимир Рузляев, вице-президент Регионального общественного фонда содействия военнослужащим — 3,24 % против всех — 4,22 % | В апреле обострился конфликт между представителями местного самоуправления и президентом. На внеочередной сессии Госсобрания была принята внесённая президентом поправка, согласно которой предлагалось преобразовать муниципальное управление, заменив институт выборности глав районов и городов на их назначение, превращая их в продолжение республиканской власти. Поправка была отозвана. Вскоре президент попытался перенести выборы на 8 октября, совместив их с избранием депутатов Госсобрания, мотивируя это экономией средств. Парламент решение одобрил, но постановление было признано незаконным ЦИК России. Осенью активизирована работа по приведению регионального законодательства в соответствии с федеральным. В преддверии выборов поступило 50 жалоб, наиболее известная — судебное разбирательство по иску кандидатов Козлова и Рузляева об отмене регистрации Кислицына, так как оно проходило за сутки до голосования. Суд признал факты сокрытия недвижимости и нарушения правил агитации Кислицыным, но счёл их недостаточными для отмены регистрации. (недоступная ссылка) |
| 3 декабря    | Выборы губернатора Краснодарского края                                           | | активность — 46,73 % Александр Ткачёв, депутат Госдумы — 81,78 % Игорь Крамаренко, генеральный директор АО «Спецэненргосервис» — 5,23 % Мартирос Оганесян, заместитель главврача краевого диагностического центра — 4,09 % против всех — 7,09 % | |
| 3 декабря    | Выборы губернатора Ставропольского края                                          | Повторное голосование Станислав Ильясов — Александр Черногоров                                     | активность — 46,73 % Александр Черногоров, действующий губернатор — 28,58 % Станислав Ильясов, экс-председатель краевого правительства — 19,00 % Михаил Кузьмин, мэр Ставрополя — 17,55 % Александр Шиянов, председатель Государственной Думы Ставропольского края — 13,56 % Евгений Письменный, генеральный директор ОАО «Автоприцеп-КамАЗ» — 4,33 % Андрей Разин, председатель Ставропольского фонда культуры, депутат Государственной Думы края, бывший солист группы «Ласковый май» — 3,82 % Юрий Гонтарь, заместитель председателя Государственной Думы Ставропольского края — 1,68 % Виктор Хорунжий, первый заместитель председателя Правительства Ставропольского края — 1,41 % Виктор Казначеев, ректор Пятигорского Государственного технологического университета — 1,39 % Владимир Рохмистров, Ставропольское территориальное управление Министерства Российской Федерации по антимонопольной политике и поддержке предпринимательства — 0,53 % Василий Красуля, помощник депутата — 0,38 % Николай Зуев, депутат Государственной Думы Ставропольского края — 0,31 % Владимир Константинов, президент Торгово-промышленной палаты Ставропольского края — 0,21 % против всех — 6,05 % | |
| 3 декабря    | Выборы губернатора Архангельской области                                         | Повторное голосование Анатолий Ефремов — Николай Малаков                                           | активность — 45,44 % Анатолий Ефремов, действующий губернатор — 49,70 % Николай Малаков, заведующий кафедрой Поморского государственного университета и бывший председатель правительства области — 34,26 % Владимир Чухин, глава Виноградовского района области — 2,29 % против всех — 12,06 % | |
| 3 декабря    | Выборы губернатора Астраханской области                                          | | активность — 55,17 % Анатолий Гужвин, действующий губернатор — 81,82 % Александр Михайлов, председатель областного профсоюза работников торговли — 6,04 % Виктор Лихобанин, гендиректор ООО «Виктор и сыновья» (ЛДПР) — 2,29 % против всех — 12,06 % | |
| 3 декабря    | Выборы губернатора Ивановской области                                            | | активность — 47,43 % Владимир Тихонов, депутат Госдумы (КПРФ) — 48,54 % Анатолий Головков, Председатель Правительства Ивановской области — 32,32 % Павел Пожигайло, председатель совета директоров ООО «Текстиль-Центр» — 5,20 % Николай Лабаев, главный менеджер ОАО АПК «Кумир» — 2,50 % Анатолий Белянин, заместитель руководителя аппарата «Российской партии будущего» — 1,09 % против всех — 8,16 % | |
| 3 декабря    | Выборы губернатора Камчатской области                                            | Повторное голосование Михаил Машковцев — Борис Синченко                                            | активность — 53,17 % Борис Синченко, первый заместитель главы администрации Камчатской области — 27,76 % Михаил Машковцев, депутат Совета народных депутатов области (КПРФ) — 20,00 % Георгий Грешных, председатель Совета ОАО «Камчатрыббанк» — 15,78 % Валерий Дорогин, депутат Госдумы — 14,75 % Владимир Шуманин, председатель Камчатской областной организации «Союза налогоплательщиков России» — 2,40 % Пётр Мясоедов, советник Заместителя председателя Правительства Российской Федерации — 2,30 % Виктор Киселёв, генеральный директор строительной фирмы ООО «Виктор К» — 1,22 % Айварс Лездиньш, частный предприниматель, бывший депутат Госдумы — 1,19 % против всех — 12,22 % | |
| 3 декабря    | Выборы губернатора Пермской области                                              | | активность — 48,92 % Юрий Трутнев, мэр Перми — 51,48 % Геннадий Игумнов, действующий губернатор — 34,95 % Павел Анохин, депутат Госдумы — 5,62 % Сергей Левитан, издатель пермской областной газеты «Губернские вести», бывший депутат Совета Федерации — 1,93 % Станислав Пархоменко, начальник службы экономической безопасности ЗАО «Камская кабельная компания» — 0,50 % Юрий Бурляков, заместитель председателя Пермского регионального отделения «Партии Пенсионеров» — 0,43 % против всех — 3,41 % | |
| 3 декабря    | Выборы губернатора Рязанской области                                             | Повторное голосование Вячеслав Любимов — Валерий Рюмин                                             | активность — 45,14 % Вячеслав Любимов, действующий губернатор — 40,09 % Валерий Рюмин, президент Региональной Ассоциации строителей, бывший мэр Рязани — 12,36 % Виктор Милехин, генеральный директор ЗАО «Прополис» — 10,15 % Николай Булаев, депутат Госдумы — 9,22 % Пётр Забалуев, глава Сараевского района — 7,17 % Михаил Малахов, председатель ООО «Центр Полюс» — 5,62 % Владимир Марков, генеральный директор ООО «Рязаньрегионгаз» — 2,91 % Леонид Канаев, директор Института региональных проблем — 2,04 % Евгений Вологжанин, военный пенсионер — 0,98 % Сергей Фролов, генерал-майор Федеральной службы налоговой полиции — 0,88 % против всех — 7,26 % | |
| 3 декабря    | Выборы губернатора Коми-Пермяцкого автономного округа                            | Повторное голосование Николай Полуянов — Геннадий Савельев                                         | активность — 60,51 % Геннадий Савельев, заместитель председателя контрольно-счетной палаты Пермской области — 27,14 % Николай Полуянов, действующий губернатор — 24,23 % Валерий Ваньков, генеральный директор ОАО «Мясокомбинат Кудымкарский» — 11,04 % Анатолий Федосеев, преподаватель филиала Удмуртского государственного университета, бывший депутат Совета Федерации — 10,00 % Леонид Рассада, оперуполномоченный отдела по борьбе с организованной преступностью по Коми-Пермяцкому автономному округу — 3,50 % против всех — 17,81 % | |
| 3 декабря    | Выборы губернатора Корякского автономного округа                                 | | активность — 63,38 % Владимир Логинов, генеральный директор ЗАО «Корякгеолдобыча» — 50,68 % Валентина Броневич, действующий губернатор — 32,99 % Сергей Леушкин, торговый советник посольства Российской Федерации в КНДР — 5,13 % Евгений Мель, директор ЗАО «ЛЭШ» — 4,80 % Михаил Попов, управляющий делами администрации пгт. Палана — 0,43 % против всех — 3,36 % | |
| 10 декабря   | Выборы губернатора Хабаровского края                                             | | активность — 47,02 % Виктор Ишаев, действующий губернатор — 87,84 % Светлана Жукова, генеральный директор ООО «Персонал-Сервис» — 6,32 % против всех — 4,28 % | |
| 3 декабря    | Выборы губернатора Брянской области                                              | Повторное голосование Вячеслав Любимов — Валерий Рюмин                                             | активность — 53,36 % Юрий Евгеньевич Лодкин, действующий губернатор — 29,21 % Николай Денин, директор птицефабрики «Снежка», депутат Брянской областной думы — 21,15 % Юрий Демочкин, председатель совета Брянской областной организации организации «Социальная помощь и поддержка» — 15,82 % Виктор Малашенко, пенсионер — 7,30 % Юрий Дмитриевич Лодкин, руководитель социального блока ООО «Патриоты КПР» — 6,45 % Александр Денин, генеральный директор ООО «Снежко» — 5,40 % Владимир Барабанов, бывший губернатор области — 2,96 % Юрий Петрухин, исполнительный директор ООО «Адмирал» — 0,96 % Сергей Симутин, безработный — 0,45 % против всех — 6,90 % | Никому не известный Юрий Дмитриевич Лодкин безуспешно пытался от избиркома присвоения псевдонима «губернатор», а электромонтёр Александр Денин так же пытался добиться присвоения псевдонима «настоящий» |
| 17 декабря   | Выборы Президента Республики Марий Эл                                            | | активность — 57,39 % Леонид Маркелов — 58,23 % Вячеслав Кислицын — 33,4 % против всех — 6,9 % | 3 декабря состоялись выборы шести уровней: помимо президентских, прошли перевыборы депутатов Госсобрания в семи округах, выборы глав администраций двух городов и двух районов, повторные выборы депутатов органов местного самоуправления в Йошкар-Оле и Медведевском районе, а также выборы части глав сельских администраций. |
| 17 декабря   | Выборы губернатора Ивановской области (повторное голосование)                    | | активность — 42,88 % Владимир Тихонов — 62,36 % Анатолий Головков — 33,08 % против всех — 3,49 % | |
| 24 декабря   | Выборы Главы администрации Волгоградской области                                 | | активность — 50,40 % Николай Максюта, действующий Глава администрации (КПРФ, поддержан НПСР) — 36,72 % Олег Савченко, генеральный директор Волжского подшипникового завода — 28,31 % Юрий Чехов, мэр Волгограда (поддержан Отечеством) — 11,12 % Анатолий Попов, руководитель Центра экономической стратегии области — 9,67 % Василий Галушкин, депутат Государственной Думы (Единство) — 2,88 % Людмида Бондаренко — 2,88 % Станислав Терентьев, главный редактор газеты «Колоколъ» — 1,44 % Геннадий Курочкин — 0,21 % против всех — 5,46 % | |
| 24 декабря   | Выборы губернатора Челябинской области                                           | | активность — 50,25 % Пётр Сумин, действующий губернатор, председатель общественной организации «За Возрождение Урала» — 58,68 % Михаил Гришанков, депутат Государственной Думы — 17,15 % Валерий Гартунг, депутат Государственной Думы — 14,26 % Владимир Уткин, председатель правительства Челябинской области — 2,84 % Владимир Филичкин, временно безработный, журналист, самовыдвиженец — 0,54 % Юрий Абубакиров, заместитель начальника ОСО службы криминальной милиции отдела уголовного розыска УВД г. Челябинска — 0,52 % Владимир Зотов, заместитель генерального директора ООО «ЮжУралСнаб», самовыдвиженец — 0,32 % Габдрахман Тамендаров, предприниматель, самовыдвиженец — 0,17 % против всех — 3,62 % | |

- Губернаторские выборы-2000